# Carollia manu
Carollia manu és una espècie de ratpenat de la família dels fil·lostòmids. Viu a Bolívia i el Perú. El seu hàbitat natural són els boscos humits montans. Està amenaçat per la destrucció d'hàbitat.

## Descripció
És un ratpenat de petites dimensions, amb la llargada del cap i del cos entre 59 i 66 mm, la llargada de l'avantbraç entre 41,22 i 44,43 mm, la llargada de la cua entre 7 i 10 mm, la llargada del peu entre 13 i 15 mm, la llargada de les orelles entre 18 i 22 mm i un pes de fins a 21 g.
El pelatge és llarg, tou i lanuginós i és més espès als avantbraços, els fèmurs i les tíbies. Els pèls són tricolors a tot arreu. Les parts dorsals són marrons, mentre que les parts ventrals són lleugerament més clares. El musell és allargat i cònic. La fulla nasal està ben desenvolupada i lanceolada, amb la porció inferior soldada al llavi superior mentre que vores laterals són estan ben separades. Al mentó hi ha una grossa berruga envoltada d'altres de més petites disposades en forma de U. Les orelles són relativament grans i amples. Les ales s'acoblen posteriorment sobre els turmells. La cua és curta, amb aproximadament un terç de la profunditat de l'uropatagi, que manca de pèls. El calcani és curt.

## Biologia

### Alimentació
Es nodreix de fruita.

## Distribució i hàbitat
Aquesta espècie és difosa al Perú meridional i la Bolívia occidental.
Viu als boscos humits montans a entre 1.300 i 2.250 metres d'altitud.

## Estat de conservació
La Llista Vermella de la UICN, tenint en compte l'àmbit de distribució, probablement més gran del que es creia, i la població presumiblement nombrosa, classifica C. manu come espècie en risc mínim (LC).